# 중화인민공화국의 공항 목록

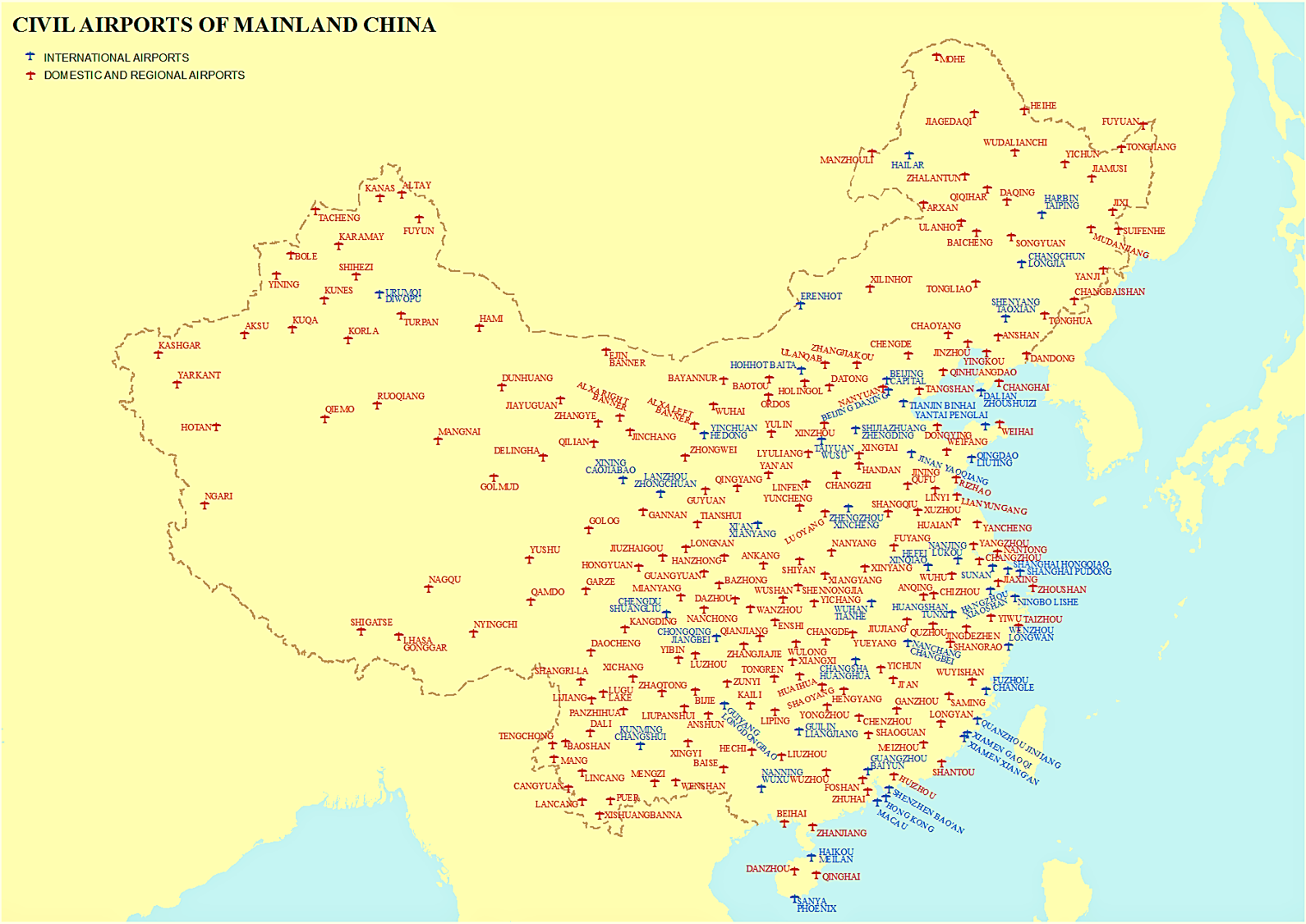
중화인민공화국의 공항

중화인민공화국의 공항 목록이다.
<ICAO 부호 순>
| 베이징 \|\| align=center\|PEK \|\| align=center\|ZBAA \|\| 수도            | 베이징시 차오양 구              |
| 후허하오터 \|\| align=center\| HET \|\| align=center\|ZBHH \|\| 후허하오터 | 내몽골 자치구 후허하오터시      |
| 톈진 \|\| align=center\|TSN \|\| align=center\|ZBTJ \|\| 빈하이            | 톈진시                          |
| 윈청 \|\| align=center\|YCU \|\| align=center\|ZBYC \|\| 윈청              | 산시성 윈청시                   |
| 타이위안 \|\| align=center\|TYN \|\| align=center\|ZBYN \|\| 우수          | 산시성 타이위안시               |
| 항저우 \|\| align=center\|HGH \|\| align=center\|ZCHC \|\| 샤오산          | 저장성 항저우시                 |
| 장자제 \|\| align=center\|DYG \|\| align=center\|ZGDY \|\| 장자제          | 후난성 장자제                   |
| 광저우 \|\| align=center\|CAN \|\| align=center\|ZGGG \|\| 바이윈          | 광둥성 광저우시                 |
| 창사 \|\| align=center\|CSX \|\| align=center\|ZGHA \|\| 황화              | 후난성 창사시                   |
| 구이린 \|\| align=center\|KWL \|\| align=center\|ZGKL \|\| 량장            | 광시 좡족 자치구 구이린 시      |
| 선전 \|\| align=center\|SZX \|\| align=center\|ZGSZ \|\| 바오안            | 광둥성 선전시                   |
| 정저우 \|\| align=center\|CGO \|\| align=center\|ZHCC \|\| 신정            | 허난성 정저우시                 |
| 우한 \|\| align=center\|WUH \|\| align=center\|ZHHH \|\| 톈허              | 후베이성 우한시                 |
| 하이커우 \|\|align=center\|HAK \|\| align=center\|ZJHK \|\| 메이란         | 하이난성 하이커우시             |
| 싼야 \|\| align=center\|SYX \|\| align=center\|ZJSY\|\| 펑황               | 하이난성 싼야 시                |
| 란저우 시 \|\| align=center\|ZGC \|\| align=center\|ZLLL \|\| 란주         | 간쑤성 란저우시                 |
| 시안 시 \|\| align=center\|XIY \|\| align=center\|ZLXY \|\| 셴양           | 산시성 셴양시                   |
| 쿤밍 \|\| align=center\|KMG \|\| align=center\|ZPPP \|\| 우자바            | 윈난성 쿤밍시                   |
| 샤먼 \|\| align=center\|XMN \|\| align=center\|ZSAM \|\| 가오치            | 푸젠성 샤먼시                   |
| 창저우 \|\| align=center\|CZX \|\|align=center\|ZSCG \|\| 창저우           | 장쑤성 창저우 시                |
| 난창 \|\| align=center\|KHN\|\| align=center\|ZSCN \|\| 창베이             | 장시성 난창시                   |
| 푸저우 \|\| align=center\|FOC \|\| align=center\|ZSFZ \|\| 창러            | 푸젠성 푸저우시 창러 구         |
| 항저우 \|\| align=center\|HGH \|\| align=center\|ZSHC \|\| 샤오산          | 저장성 항저우시                 |
| 지난 \|\| align=center\|TNA \|\| align=center\|ZSJN \|\| 야오창            | 산둥성 지난시 리청 구           |
| 닝보 \|\| align=center\|NGB \|\| align=center\|ZSNB \|\| 리스              | 저장성 닝보시                   |
| 난징 \|\| align=center\|NKG \|\| align=center\|ZSNJ \|\| 루커우            | 장쑤성 난징시                   |
| 허페이 \|\| align=center\|HFE \|\| align=center\|ZSOF \|\| 허페이          | 안후이성 허페이시               |
| 상하이 \|\| align=center\|PVG \|\|align=center\|ZSPD \|\| 푸둥             | 상하이시 푸둥 구역              |
| 칭다오 \|\| align=center\|TAO \|\| align=center\|ZSQD \|\| 류팅            | 산둥성 칭다오시                 |
| 상하이 \|\| align=center\|SHA \|\| align=center\|ZSSS \|\| 훙차오          | 상하이시                        |
| 웨이하이 \|\| align=center\|WEH \|\| align=center\|ZSWH \|\| 웨이하이      | 산둥성 웨이하이 시              |
| 원저우 \|\| align=center\|WNZ \|\| align=center\|ZSWZ \|\| 원저우          | 저장성 원저우 시                |
| 옌청 \|\| align=center\|YNZ \|\| align=center\|ZSYN \|\| 옌청              | 장쑤성 옌청 시                  |
| 옌타이 \|\| align=center\|YNT \|\| align=center\|ZSYT \|\| 라이산          | 산둥성 옌타이 시                |
| 충칭 \|\| align=center\|CKG \|\| align=center\|ZUCK \|\| 장베이            | 충칭시                          |
| 구이양 \|\| align=center\|KWE \|\| align=center\|ZUGY \|\| 롱동바오        | 구이저우성 구이양시             |
| 루저우 \|\| align=center\|LZO \|\| align=center\|ZULZ \|\| 루저우          | 쓰촨성 루저우 시                |
| 청두 \|\| align=center\|CTU \|\| align=center\|ZUUU \|\| 솽류              | 쓰촨성 청두시                   |
| 완저우 \|\| align=center\|WXN \|\| align=center\|ZUWX \|\| 완시엔          | 충칭시 완저우 구                |
| 이빈 \|\| align=center\|YBP \|\| align=center\|ZUYB \|\| 이빈              | 쓰촨성 이빈 시                  |
| 우루무치 \|\| align=center\|URC \|\| align=center\|ZWWW \|\| 디워푸        | 신장 웨이우얼 자치구 우루무치시 |
| 창춘 \|\| align=center\|CGQ \|\| align=center\|ZYCC \|\| 룽자              | 지린성 창춘시 주타이 시         |
| 하얼빈 \|\| align=center\|HRB \|\| align=center\|ZYHB \|\| 타이핑          | 헤이룽장성 하얼빈시             |
| 무단장 \|\| align=center\|MDG \|\| align=center\|ZYMD \|\| 무단장          | 헤이룽장성 무단장 시            |
| 다롄 \|\| align=center\|DLC \|\| align=center\|ZYTL \|\| 저우수이쯔        | 랴오닝성 다롄시                 |
| 선양 \|\| align=center\|SHE \|\| align=center\|ZYTX \|\| 타오셴            | 랴오닝성 선양시                 |
| 옌지 \|\| align=center\|YNJ \|\| align=center\|ZYYJ \|\| 차오양촨          | 옌볜 조선족 자치주 옌지 시      |
| 바이산시 \|\| align=center\|NBS \|\| align=center\|ZYBS \|\| 창바이산      | 지린성 푸쑹현                   |

## 같이 보기
- 여객수송에 따른 가장 분주한 공항 목록
- ICAO 공항 코드 목록: Z